# برهوم
برهوم بلدة وبلدية تابعة لدائرة مقرة في ولاية المسيلة بالجزائر.
1. ↑  GeoNames (بالإنجليزية), 2005, QID:Q830106
2. ↑  "الموقع الرسمي لوزارة الداخلية والجماعات المحلية والتهيئة العمرانية". www.interieur.gov.dz. مؤرشف من الأصل في 2023-08-22. اطلع عليه بتاريخ 2023-08-22.